# Tiêu Tứ Xuyên

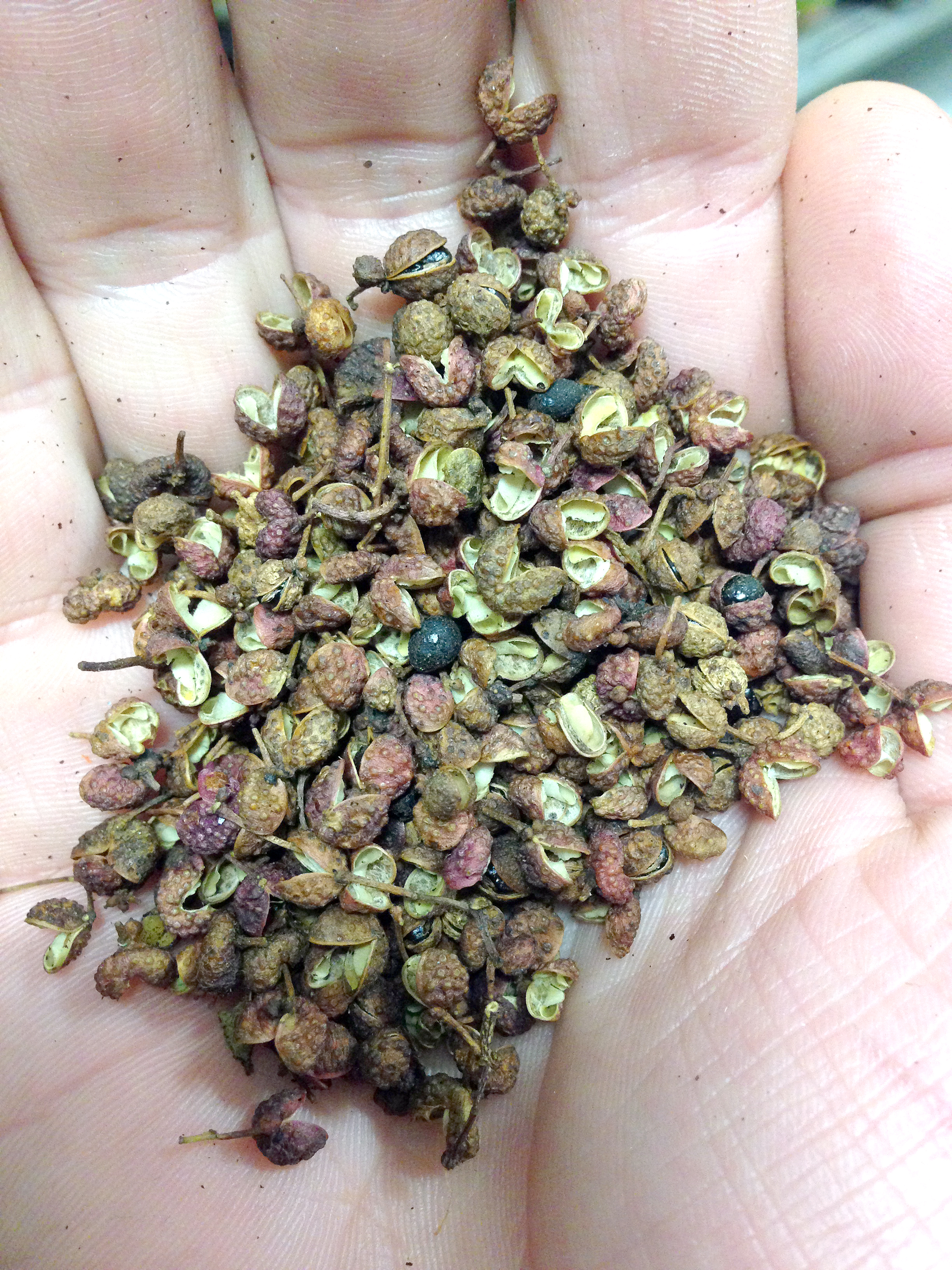
Một nhúm tiêu Tứ Xuyên

Tiêu Tứ Xuyên, một loại gia vị phổ biến trong nhiều nền ẩm thực châu Á, bao gồm ít nhất hai loài trong Chi Sẻn, bao gồm Z. simulans và Z. bungeanum. Chi Sẻn thuộc họ cửu lý hương hoặc cam quýt, và dù tên gọi có chữ tiêu, nó không có mối liên hệ gần gũi với hồ tiêu.
Phần vỏ ngoài của hạt tiêu được dùng phổ biến trong ẩm thực Tứ Xuyên, hoặc xay thành bột để trộn thành ngũ vị hương. Phần vỏ còn là một vị thuốc trong Đông y. Ngoài phần vỏ được sử dụng phổ biến, lá tiêu còn được dùng ở một số vùng tại Trung Quốc.
Một loài khác trong Chi Sẻn chỉ trồng được ở Trung Quốc, Z. schinifolium, được gọi là 香椒子 (hương tiêu tử, "hạt tiêu thơm") hay 青花椒 (thanh hoa tiêu, "tiêu hoa xanh lục"), được dùng làm gia vị ở Hà Bắc, Trung Quốc. Một loài khác của Chi Sẻn là gia vị urazi ở châu Phi.
Tại Việt Nam, Tiêu Tứ Xuyên cũng được biết đến với tên gọi Mắc khén, Z. rhetsa, một loài khác cũng thuộc Chi Sẻn mọc hoang dã ở vùng núi Tây Bắc. Mắc khén được sử dụng rộng rãi trong ẩm thực của cộng đồng dân tộc thiểu số ở khu vực này.
Tuy vị và thành phần chính xác của các loài trong Chi Sẻn có khác nhau, những đặc tính chính đều giống nhau ở đa số các loài. Do đó, tuy từ "tiêu Tứ Xuyên" hay tiêu Nhật là dùng để chỉ cụ thể lần lượt loài Z. simulans và Z. piperitum, hai từ này thường được dùng thay thế cho nhau.